# Route nationale 403
Pour les articles homonymes, voir Route 403.
La route nationale 403, ou RN 403, était une route nationale française déclassée en route départementale D943 reliant Livry-Gargan à Clichy-sous-Bois. Il s'agit de l'ancienne route nationale 3bis.
Mais, dans le passé, la route nationale 403 ou RN 403 était une route nationale française reliant Bras-sur-Meuse à l'actuelle route nationale 3 (autrefois route nationale 18) à l'est de Verdun sur la commune d'Eix. Elle a été déclassée en RD 913. Elle contourne Verdun par le nord et l'est et a la particularité de traverser le champ de bataille de Douaumont où eurent lieu les violents affrontements de la bataille de Verdun en 1916. Tous les villages de son parcours n'existent plus aujourd'hui, ayant été rasés pendant cette bataille ; seuls quelques monuments (fort de Douaumont, ossuaire de Douaumont, mémorial, plaques commémoratives, etc.) subsistent, ainsi que la tranchée des baïonnettes.

## De Bras-sur-Meuse à Bellevue (D 913)
- Bras-sur-Meuse
- Ravin de la Mort
- Tranchée des baïonnettes
- Thiaumont, commune de Douaumont
- Nécropole nationale de Douaumont
- Fleury-devant-Douaumont
- Mémorial de Verdun
- Bellevue, commune d'Eix